# Homochira rendalli
Homochira rendalli är en fjärilsart som beskrevs av William Lucas Distant 1897. Homochira rendalli ingår i släktet Homochira och familjen tofsspinnare. Inga underarter finns listade i Catalogue of Life.